# Граф ходів коня
У теорії графів граф ходів коня — граф, що зображує всі можливі ходи коня на шахівниці; кожна вершина відповідає клітинці дошки, а ребра — можливим ходам.
Для графа ходів коня на дошці розміру {\displaystyle n\times m} число вершин дорівнює {\displaystyle nm}. Для дошки {\displaystyle n\times n} число вершин дорівнює {\displaystyle n^{2}}, а число ребер дорівнює {\displaystyle 4(n-2)(n-1)}.
Знаходження гамільтонового шляху для графа ходів коня — це завдання про обхід дошки конем. Теорема Швенка (Schwenk) дає розміри шахових дощок, для яких можливий обхід конем.